# Chink Alterman
Leonard Alterman, detto Chink (Denver, 8 marzo 1922 – Denver, 6 febbraio 2009), è stato un cestista statunitense, professionista nella NBL.

## Carriera
Giocò per una stagione nella NBL, disputando 50 partite con 3,9 punti di media.